# Стожок Василь Федорович
Василь Федорович Стожок (18?? — †27 квітня 1918, Горлівка) — російський революціонер, член РСДРП (б).

## Біографія
Працював слюсарем на Фурсівській кам'яновугільній копальні. У 1915 році після створення в Горлівці підпільної друкарні РСДРП (б) брав участь у виданні революційних брошур і листівок.
У 1917 році став комісаром Горлівсько-Щербинівського району і комендантом станції Микитівка. Обирався делегатом XII з'їзду РКП (б).
У квітні 1918 року Стожок був комендантом станції в районі Горлівки. З 23 по 27 квітня 1918 року він разом з двома синами Іваном та Василем чинив опір в районі Горлівки наступаючим частинам австро-німецької армії і Донецької групи УНР.
Після звільнення Горлівки українськими частинами 27 квітня 1918 року Стожок був заарештований і розстріляний на станції Микитівка.

## Пам'ять
- У Микитівському районі Горлівки на честь нього названо вулицю.